# Bukomansimbi
Pour le district, voir Bukomansimbi (district).
Bukomansimbi est une ville de la région centrale de l'Ouganda. Il s'agit du principal centre municipal, administratif et commercial du district de Bukomansimbi et du siège de ce district.